# Эрикссон, Суне
Суне Эрикссон (швед. Sune Eriksson; род. 19 марта 1939, Финляндия) — политик Аландских островов; премьер-министр (1988—1991) правительства Аландов.

## Биография
Родился 19 марта 1939 года в Финляндии.
С 1979 по 1999 год — депутат Парламента Аландских островов, а с 1988 по 1991 год — премьер-министр правительства Аландских островов.
С 1995 по 1999 год — первый вице-спикер, а с 1999 по 2000 год — спикер парламента Аландов.
С 2001 по 2003 год — министр социальных дел и окружающей среды Аландских островов.